# Бородулін Михайло Ілліч
Михайло Бородулін (рос. Михаил Ильич Бородулин, 8 липня 1967, Усть-Каменогорськ — 22 грудня 2003, Магнітогорськ) — казахський хокеїст, що грав на позиції крайнього нападника. Грав за збірну команду Казахстану.

## Ігрова кар'єра
Хокейну кар'єру розпочав на батьківщині 1983 року виступами за команду «Торпедо» (Усть-Каменогорськ).
Протягом професійної клубної ігрової кар'єри, що тривала 17 років, захищав кольори команд «Металург» (Магнітогорськ), «Торпедо» (Усть-Каменогорськ).
Виступав за збірну Казахстану, на головних турнірах світового хокею провів 23 гри в її складі, зокрема виступав на Олімпійських іграх 1998.

## Досягнення
- Чемпіон Казахстану в складі «Торпедо» (Усть-Каменогорськ) — 1993, 1994.
- Чемпіон Росії в складі «Металург» (Магнітогорськ) — 1999.

## Смерть
Михайло Бородулін помер від раку у 2003 році.

## Статистика

### Клубні виступи
| Сезон             | Клуб                          | Ліга              | Регулярний сезон | Регулярний сезон | Регулярний сезон | Регулярний сезон | Регулярний сезон | Плей-оф | Плей-оф | Плей-оф | Плей-оф | Плей-оф |
| Сезон             | Клуб                          | Ліга              | І                | Г                | П                | О                | ШХ               | І       | Г       | П       | О       | ШХ      |
| ----------------- | ----------------------------- | ----------------- | ---------------- | ---------------- | ---------------- | ---------------- | ---------------- | ------- | ------- | ------- | ------- | ------- |
| 1983–84           | «Торпедо» (Усть-Каменогорськ) | Перша ліга        | 14               | 0                | —                | —                | —                | —       | —       | —       | —       | —       |
| 1984–85           | «Торпедо» (Усть-Каменогорськ) | Перша ліга        | 6                | 0                | 0                | 0                | 8                | —       | —       | —       | —       | —       |
| 1985–86           | «Торпедо» (Усть-Каменогорськ) | Перша ліга        | 18               | 0                | 0                | 0                | 10               | —       | —       | —       | —       | —       |
| 1986–87           | СКА (Свердловськ)             | Перша ліга        | 59               | 1                | 3                | 4                | 42               | —       | —       | —       | —       | —       |
| 1988–89           | «Металург» (Магнітогорськ)    | Перша ліга        | 29               | 7                | 3                | 10               | 32               | —       | —       | —       | —       | —       |
| 1988–89           | «Торпедо» (Усть-Каменогорськ) | Перша ліга        | 30               | 10               | 6                | 16               | 30               | —       | —       | —       | —       | —       |
| 1989–90           | «Торпедо» (Усть-Каменогорськ) | Вища ліга         | 30               | 4                | 5                | 9                | 22               | —       | —       | —       | —       | —       |
| 1990–91           | «Торпедо» (Усть-Каменогорськ) | Вища ліга         | 44               | 6                | 4                | 10               | 75               | —       | —       | —       | —       | —       |
| 1991–92           | «Торпедо» (Усть-Каменогорськ) | СНД               | 31               | 11               | 4                | 15               | 36               | 3       | 0       | 0       | 0       | 2       |
| 1993–94           | «Торпедо» (Усть-Каменогорськ) | МХЛ               | 39               | 19               | 13               | 32               | 32               | —       | —       | —       | —       | —       |
| 1994–95           | «Металург» (Магнітогорськ)    | МХЛ               | 43               | 16               | 17               | 33               | 60               | 6       | 0       | 1       | 1       | 6       |
| 1995–96           | «Металург» (Магнітогорськ)    | МХЛ               | 50               | 12               | 12               | 24               | 34               | 10      | 3       | 2       | 5       | 10      |
| 1995–96           | «Металург»–2 (Магнітогорськ)  | Росія 2           | 1                | 0                | 0                | 0                | 0                | —       | —       | —       | —       | —       |
| 1996–97           | «Металург» (Магнітогорськ)    | Росія             | 33               | 6                | 6                | 12               | 36               | 11      | 0       | 3       | 3       | 37      |
| 1996–97           | «Металург»–2 (Магнітогорськ)  | Росія 3           | 1                | 0                | 0                | 0                | 0                | —       | —       | —       | —       | —       |
| 1997–98           | «Металург» (Магнітогорськ)    | Росія             | 45               | 8                | 11               | 19               | 46               | 10      | 1       | 0       | 1       | 10      |
| 1998–99           | «Металург» (Магнітогорськ)    | Росія             | 41               | 11               | 10               | 21               | 69               | 16      | 2       | 8       | 10      | 12      |
| 1999–2000         | «Металург» (Магнітогорськ)    | Росія             | 9                | 0                | 2                | 2                | 6                | —       | —       | —       | —       | —       |
| Усього в СРСР/СНД | Усього в СРСР/СНД             | Усього в СРСР/СНД | 105              | 21               | 13               | 34               | 133              | 3       | 0       | 0       | 0       | 2       |
| Усього в МХЛ      | Усього в МХЛ                  | Усього в МХЛ      | 122              | 47               | 42               | 89               | 124              | 16      | 3       | 3       | 6       | 16      |
| Усього в Росії    | Усього в Росії                | Усього в Росії    | 138              | 25               | 29               | 54               | 159              | 37      | 3       | 11      | 14      | 49      |

### Збірна
| Рік                | Команда            | Турнір             |    | І  | Г | П  | О  | ШХ |
| ------------------ | ------------------ | ------------------ | -- | -- | - | -- | -- | -- |
| 1994               | Казахстан          | ЧС C               | 6  | 6  | 2 | 8  | 0  |    |
| 1997               | Казахстан          | ЧС B               | 7  | 1  | 5 | 6  | 27 |    |
| 1998               | Казахстан          | ОІ                 | 7  | 3  | 0 | 3  | 8  |    |
| 1998               | Казахстан          | ЧС                 | 3  | 1  | 0 | 1  | 6  |    |
| Національна збірна | Національна збірна | Національна збірна | 23 | 11 | 7 | 18 | 41 |    |